# Elaeagnus wenshanensis
Elaeagnus wenshanensis — вид квіткових рослин з родини маслинкових (Elaeagnaceae). Поширення: Південно-Центральний Китай. Населяє гірські райони; на висотах 1600–2000 метрів.

## Біоморфологічна характеристика
Це вічнозелений прямовисний кущ заввишки 2–3 метри. Молоді гілки зі щільними, коричнево-червоними лусками. Ніжка листка коричнева, 5–7 мм; листова пластинка знизу сірувато-біла, плямисто-коричнева, широкоеліптична, 3–6 × 1.5–3.5 см, бічні жилки 4–7 з кожного боку середньої жилки, ± помітні на обох поверхнях, основа округла або тупа, край цільний, верхівка загострена. Квітки в короткому суцвітті з 1–5 квіток. Квітки світло-білі; луски сріблясто-коричневі. Трубка чашечки широкотрубчасто-дзвінчаста, 4–5 мм; частки широко яйцювато-трикутні, 1.5–2.5 мм, всередині з рваними лусками, верхівка гостра. Кістянка широко еліпсоїдна, ≈ 1 × 0.5 см, з щільними коричневими іржаво-коричневими лусками. Цвітіння: листопад і лютий; плодіння: березень і квітень.